# Prix Femina
Prix Femina är ett franskt litteraturpris. Priset inrättades 1904 av 22 journalister på tidskriften La Vie heureuse (i dag känd som Femina). Priset utdelas varje år den första onsdagen i november av en jury som består av kvinnor. Till priset brukar även höra ett blomsterarrangemang. Om Goncourtpriset skapades som motvikt till Franska Akademien, så skapades Prix Femina som motvikt till Goncourtpriset och i samma prestigefyllda, symboliska anda.
Förutom för den generella kategorin Prix Femina finns även Prix Femina Étranger, instiftat 1985, för bästa utländska roman och Prix Femina Essai i essäistik, instiftat 1999.

## Pristagare

### Prix Femina
- 1904 – Myriam Harry,  La Conquête de Jérusalem
- 1905 – Romain Rolland,  Jean-Christophe
- 1906 – André Corthis,  Gemmes et moires
- 1907 – Colette Yver,  Princesses de science
- 1908 – Édouard Estaunié,  La Vie secrète
- 1909 – Edmond Jaloux,  Le reste est silence
- 1910 – Marguerite Audoux,  Marie-Claire
- 1911 – Louis de Robert,  Le Roman du malade
- 1912 – Jacques Morel,  Feuilles mortes
- 1913 – Camille Marbo,  La Statue voilée

Priset delades inte ut under 1914, 1915 och 1916
- 1917 – René Milan,  L'Odyssée d'un transport torpillé
- 1918 – Henri Bachelin,  Le Serviteur
- 1919 – Roland Dorgelès,  Les Croix de bois
- 1920 – Edmond Gojon,  Le Jardin des dieux
- 1921 – Raymond Escholier,  Cantegril
- 1922 – Jacques de Lacretelle,  Silbermann
- 1923 – Jeanne Galzy,  Les Allongés
- 1924 – Charles Derennes,  Le Bestiaire sentimental
- 1925 – Joseph Delteil,  Jeanne d'Arc
- 1926 – Charles Silvestre,  Prodige du cœur
- 1927 – Marie Le Franc,  Grand-Louis l'innocent
- 1928 – Dominique Dunois,  Georgette Garou
- 1929 – Georges Bernanos,  La Joie
- 1930 – Marc Chadourne,  Cécile de la Folie
- 1931 – Antoine de Saint-Exupéry,  Vol de nuit
- 1932 – Ramon Fernandez,  Le Pari
- 1933 – Geneviève Fauconnier,  Claude
- 1934 – Robert Francis, Le Bateau-refuge
- 1935 – Claude Silve,  Bénédiction
- 1936 – Louise Hervieu,  Sangs
- 1937 – Raymonde Vincent,  Campagne
- 1938 – Félix de Chazournes,  Caroline ou le Départ les îles
- 1939 – Paul Vialar,  La Rose de la mer

Priset delades inte ut under 1940, 1941, 1942 och 1943.
- 1944 – Prix décerné aux Éditions de Minuit
- 1945 – Anne-Marie Monnet,  Le Chemin du soleil
- 1946 – Michel Robida,  Le Temps de la longue patience
- 1947 – Gabrielle Roy,  Bonheur d'occasion
- 1948 – Emmanuel Roblès, Les Hauteurs de la ville
- 1949 – Maria Le Hardouin,  La Dame de cœur
- 1950 – Serge Groussard,  La Femme sans passé
- 1951 – Anne de Tourville,  Jabadao
- 1952 – Dominique Rolin,  Le Souffle
- 1953 – Zoé Oldenbourg,  La Pierre angulaire
- 1954 – Gabriel Veraldi,  La Machine humaine
- 1955 – André Dhôtel,  Le Pays où l'on n'arrive jamais
- 1956 – François-Régis Bastide,  Les Adieux
- 1957 – Christian Megret,  Le Carrefour des solitudes
- 1958 – Françoise Mallet-Joris,  L'Empire céleste
- 1959 – Bernard Privat,  Au pied du mur
- 1960 – Louise Bellocq,  La Porte retombée
- 1961 – Henri Thomas,  Le Promontoire
- 1962 – Yves Berger,  Le Sud
- 1963 – Roger Vrigny,  La Nuit de Mougins
- 1964 – Jean Blanzat,  Le Faussaire
- 1965 – Robert Pinget,  Quelqu'un
- 1966 – Irène Monesi,  Nature morte devant la fenêtre
- 1967 – Claire Etcherelli,  Élise ou la Vraie Vie
- 1968 – Marguerite Yourcenar,  L'Œuvre au noir
- 1969 – Jorge Semprún,  La Deuxième Mort de Ramón Mercader
- 1970 – François Nourissier,  La Crève
- 1971 – Angelo Rinaldi,  La Maison des Atlantes
- 1972 – Roger Grenier,  Ciné-roman
- 1973 – Michel Dard,  Juan Maldonne
- 1974 – René-Victor Pilhes,  L'Imprécateur
- 1975 – Claude Faraggi,  Le Maître d'heure
- 1976 – Marie-Louise Haumont,  Le Trajet
- 1977 – Régis Debray,  La neige brûle
- 1978 – François Sonkin,  Un amour de père
- 1979 – Pierre Moinot,  Le Guetteur d'ombre
- 1980 – Jocelyne François,  Joue-nous España
- 1981 – Catherine Hermary-Vieille,  Le Grand Vizir de la nuit
- 1982 – Anne Hébert,  Les Fous de Bassan
- 1983 – Florence Delay,  Riche et légère
- 1984 – Bertrand Visage,  Tous les soleils
- 1985 – Hector Bianciotti,  Sans la miséricorde du Christ
- 1986 – René Belletto,  L'Enfer
- 1987 – Alain Absire,  L'Égal de Dieu
- 1988 – Alexandre Jardin,  Le Zèbre
- 1989 – Sylvie Germain,  Jours de colère
- 1990 – Pierrette Fleutiaux,  Nous sommes éternels
- 1991 – Paula Jacques,  Déborah et les anges dissipés
- 1992 – Anne-Marie Garat,  Aden
- 1993 – Marc Lambron,  L'Œil du silence
- 1994 – Olivier Rolin,  Port-Soudan
- 1995 – Emmanuel Carrère,  La Classe de neige
- 1996 – Geneviève Brisac,  Week-end de chasse à la mère
- 1997 – Dominique Noguez,  Amour noir
- 1998 – François Cheng, Le Dit de Tyanyi
- 1999 – Maryline Desbiolles,  Anchise
- 2000 – Camille Laurens,  Dans ces bras-là
- 2001 – Marie Ndiaye,  Rosie Carpe
- 2002 – Chantal Thomas,  Les Adieux à la reine
- 2003 – Dai Sijie,  Le Complexe de Di
- 2004 – Jean-Paul Dubois,  Une vie française
- 2005 – Régis Jauffret,  Asiles de fous
- 2006 – Nancy Huston,  Lignes de faille
- 2007 – Éric Fottorino,  Baisers de cinéma
- 2008 – Jean-Louis Fournier,  Où on va, papa ?
- 2009 – Gwenaëlle Aubry,  Personne
- 2010 – Patrick Lapeyre,  La vie est brève et le désir sans fin
- 2011 – Simon Liberati,  Jayne Mansfield 1967
- 2012 – Patrick Deville,  Peste et Choléra
- 2013 – Léonora Miano, La Saison de l'ombre
- 2014 – Yanick Lahens, Bain de lune
- 2015 – Christophe Boltanski, La Cache
- 2016 – Marcus Malte, Le Garçon
- 2017 – Philippe Jaenada, La Serpe
- 2018 – Philippe Lançon, Le Lambeau
- 2019 – Sylvain Prudhomme, Par les routes
- 2020 – Serge Joncour, Nature humaine
- 2021 – Clara Dupont-Monod, S'adapter
- 2022 – Claudie Hunzinger, Un chien à ma table
- 2023 – Neige Sinno, Triste Tigre

### Prix Femina Étranger
- 1985 – John Maxwell Coetzee, Sydafrika
- 1986 – Torgny Lindgren, Sverige
- 1987 – Susan Minot, USA
- 1988 – Amos Oz, Israel
- 1989 – Alison Lurie, USA
- 1990 – Vergílio Ferreira, Portugal
- 1991 – David Malouf, Australien
- 1992 – Julian Barnes, Storbritannien
- 1993 – Ian McEwan, Storbritannien
- 1994 – Rose Tremain, Storbritannien
- 1995 – Jeroen Brouwers, Nederländerna
- 1996 – Javier Marías, Spanien
- 1997 – Jia Pingwa, Kina
- 1998 – Antonio Muñoz Molina, Spanien
- 1999 – Hitonari Tsuji, Japan
- 2000 – Jamaica Kincaid, USA
- 2001 – Keith Ridgway, Irland
- 2002 – Erri De Luca, Italien
- 2003 – Magda Szabó, Ungern
- 2004 – Hugo Hamilton, Irland
- 2005 – Joyce Carol Oates, USA
- 2006 – Nuala O'Faolain, Irland
- 2007 – Edward St Aubyn, Storbritannien
- 2008 – Sandro Veronesi, Italien
- 2009 – Matthias Zschokke, Schweiz
- 2010 – Sofi Oksanen, Finland
- 2011 – Francisco Goldman, USA
- 2012 – Julie Otsuka, USA
- 2013 – Richard Ford, USA
- 2014 – Zeruya Shalev, Israel
- 2015 – Kerry Hudson, Storbritannien
- 2016 – Rabih Alameddine, Libanon
- 2017 – John Edgar Wideman,	Writing to Save a Life, USA
- 2018 – Alice McDermott, The Ninth Hour, USA
- 2019 – Manuel Vilas, Ordesa, Spanien
- 2020 – Deborah Levy, Things I Don't Want to Know och The Cost of Living, Storbritannien
- 2021 – Ahmet Altan, Hayat Hanım, Turkiet
- 2022 – Rachel Cusk, Second Place, Storbritannien
- 2023 – Louise Erdrich, The Sentence, USA